# Arado E.555
Die Arado E.555 war das Konzept für einen Langstreckenbomber der Arado Flugzeugwerke, der im Rahmen des Amerika-Bomber-Projektes des Reichsluftfahrtministerium (RLM) entwickelt werden sollte.

## Geschichte
Als Antwort auf die geforderten Entwürfe des Technischen Amts des RLM griff das Konstruktionsbüro der Arado-Flugzeugwerke in Landeshut/Schlesien auf den bereits im Dezember 1943 begonnenen Entwurf E.555 zurück. Diese Entwicklung wurde unter der Leitung von Wolfgang Laute durchgeführt. Am 20. April 1944 fand hierzu eine Besprechung statt, auf der die endgültigen Anforderungen für einen Hochgeschwindigkeits-Fernbomber festgelegt wurden. Bei einer Reichweite von 5.000 km sollte eine Bombenlast von 4.000 kg befördert werden. Im Sommer 1944 wurden verschiedene Konzepte entworfen. Diese Konzepte waren zumeist als strahlgetriebene Nurflügler ausgelegt. Mitte 1944 erfolgte ein Auftrag zur Erstellung einer Entwurfsstudie. Hierin schlug Arado in vierzehn differierenden Ausführungen einen zweisitzigen Bomber mit bis zu acht Strahltriebwerken vor. Neben Nurflügel-Entwürfen wurden auch mehrere konventionelle Auslegungen mit einem Zentralrumpf vorgeschlagen.
Am 22. Dezember 1944 wurde vom Reichsluftfahrtministerium angeordnet, das Projekt einzustellen. Über einen Prototyp liegen keine Informationen vor, und in den Quellen gibt es hinsichtlich der Versionsnummer einige Abweichungen.

## Versionen

### E.555-1
Die E.555-1 sollte als Nurflügler in Deltaform und in Ganzmetallbauweise mit einem druckbelüfteten Cockpit ausgelegt werden. Die Spannweite sollte 21,2 m aufweisen. Die geplante Flügelfläche sollte 125 m² betragen. Als Antrieb waren sechs oder acht Triebwerke vom Typ BMW 003 vorgesehen, die auf der Oberseite angebracht werden sollten und die Maschine auf eine Geschwindigkeit von bis zu 860 km/h bringen sollten. Die Reichweite sollte bei 4.800 km liegen. Das maximale Abfluggewicht lag bei 24.000 kg. Als Besatzung wurden drei Mann vorgesehen. Das als Tandemfahrwerk mit vier Rädern pro Seite ausgelegte Hauptfahrwerk sollte während des Fluges nach innen eingezogen werden. Das unter dem Cockpit angebrachte Bugfahrwerk sollte mit zwei Rädern ausgerüstet sein und nach hinten eingefahren werden.

### E.555-2
Die 555-2 war ebenfalls als Nurflügler ausgelegt. Der Antrieb sollte aus vier Triebwerken des Typs Heinkel HeS 011 bestehen.

### E.555-3 und -4
Diese beiden Entwürfe waren ebenfalls Nurflüglerkonzepte, die mit zwei bzw. drei Triebwerken des Typs BMW 018 ausgerüstet werden sollten. Die -3 sollte eine Länge von 18,7 m und eine Spannweite von 21,2 m aufweisen. Als Flügelfläche waren 125 m² vorgesehen. Die Höchstgeschwindigkeit sollte etwa 915 km/h betragen. Das Abfluggewicht sollte bei 25.200 kg liegen, davon 10.000 kg Treibstoff. Als Besatzung waren zwei Mann vorgesehen.

### E.555-6
Das Konzept sah einen Nurflügler in V-Form mit einer Spannweite von 28,4 m und einer Länge von 12,35 m vor. Die Flügelfläche sollte 160 m² betragen. Als Antrieb waren drei Triebwerke vom Typ BMW 018 vorgesehen, die das Flugzeug auf eine Geschwindigkeit von 920 km/h bringen sollten. Ein Triebwerk sollte oberhalb und zwei Triebwerke unterhalb der Tragflächen angeordnet werden. Mit Zusatztanks sollte die Reichweite bei 7500 km liegen. Die Besatzungsstärke sollte bei drei Mann liegen.

### E.555-7
Das Konzept für die -7 sah ebenfalls einen Nurflügler in V-Form vor. Die Länge sollte 8,8 m und die 25,2 m Spannweite betragen. Die Flügelfläche sollte bei 160 m² liegen. Der Antrieb sollte durch drei BMW-018-Triebwerke erfolgen, wobei zwei Triebwerke oberhalb und eines unterhalb der Tragfläche die Maschine auf eine Geschwindigkeit von 950 km/h bringen sollten. Das Gewicht sollte 41.300 kg betragen, davon 15.700 kg für Treibstoff. Hier waren ebenfalls drei Mann Besatzung vorgesehen.

### E.555-8 und -9
Die -8 und die -9 sollten mit je drei BMW-018-Triebwerken ausgerüstet werden, wobei zwei Triebwerke oberhalb und eines unterhalb der Tragfläche angeordnet waren. Beide Entwürfe waren als Nurflügler ausgelegt und besaßen zwei Leitwerksausleger. Bei der -8 waren diese verbunden.

### E.555-10
Der Entwurf sah einen Nurflügler mit zwei Leitwerksauslegern vor. Die Länge sollte bei 19,2 m und 23,66 m liegen. Die Flügelfläche sollte 140 m² betragen. Der Antrieb sollte mit drei Motoren des Typs BMW 018 erfolgen und die Geschwindigkeit 920 km/h erreichen. Die Triebwerke sollten oberhalb der Tragfläche angeordnet werden. Das Gewicht sollte bei 47.845 kg liegen. Als Besatzung waren drei Mann vorgesehen.

### E.555-11 (14)
Der Entwurf verwendete die klassische Auslegung aus Rumpf, Tragflächen und Leitwerk. Der Antrieb sollte mit drei Triebwerken des Typs BMW 018 oder vier Triebwerken des Typs Jumo 012 erfolgen, die über den Tragflächen angeordnet werden sollten. Die Geschwindigkeit sollte bei 1.020 km/h liegen. Die Reichweite sollte bei 7.000 bis 8.000 km liegen und das Gewicht 47.000 kg mit einer Bombenlast von 6.000 kg betragen. Als Besatzung waren zwei Mann vorgesehen.

## Technische Daten
| Kenngröße        | Daten (E.555-3) | Daten (E.555-6) | Daten (E.555-7) | Daten (E.555-10) | Daten (E.555-11) |
| ---------------- | --------------- | --------------- | --------------- | ---------------- | ---------------- |
| Besatzung        | 2               | 3               | 3               | 3                | 2                |
| Spannweite       | 21,20 m         | 28,40 m         | 25,20 m         | 23,66 m          | 23,66 m          |
| Länge            | 18,40 m         | 12,35 m         | 8,80 m          | 9,20 m           | 25,10 m          |
| Höhe             |                 | 3,74 m          | 3,65 m          |                  | 4,10 m           |
| Flügelfläche     | 125,00 m²       | 160,00 m²       | 160,00 m²       | 140,00 m²        | 140,00 m²        |
| Flügelstreckung  |                 | 5               |                 | 4                |                  |
| Abwurflast       | 4.000 kg        | 4.000 kg        | 4.000 kg        | 4.000 kg         | 4.000–6.000 kg   |
| Startmasse       | 25.200 kg       |                 | 41.300 kg       | 47.845 kg        | 47.000 kg        |
| Antrieb          | BMW 018         | BMW 018         | BMW 018         | BMW 018          | Jumo 012         |
| Anzahl           | 2               | 3               | 3               | 3                | 4                |
| Leistung         | je 2.300 kg     | je 2.300 kg     | je 2.300 kg     | je 2.300 kg      | je 2.100 kg      |
| Kraftstoffvorrat | 10.000 kg       | 18.750 kg       | 15.700 kg       |                  |                  |
| Geschwindigkeit  | 875–915 km/h    | 875–900 km/h    | 950 km/h        | 920 km/h         | 950–1.020 km/h   |
| Reichweite       | 4.000 km        | 5.400–7.500 km  | 4.500 km        | 6.400 km         | 7.000–8.000 km   |